# لورين باب
لورين باب (بالإنجليزية: Loren Babe)‏ هو لاعب كرة قاعدة أمريكي، ولد في 11 يناير 1928 في بيسغاه في الولايات المتحدة، وتوفي في 14 فبراير 1984 في أوماها في الولايات المتحدة بسبب سرطان القولون.

## وصلات خارجية
- لورين باب على موقعبيزبول رفرنس.كوم (الدوري الرئيسي) (الإنجليزية)